# Randy Fine

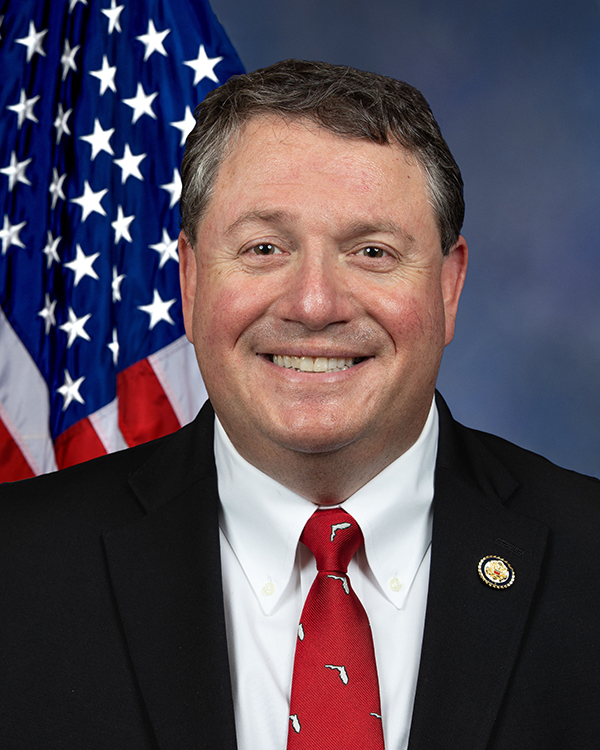
Randy Fine (2025)

Randall „Randy“ Adam Fine (* 20. April 1974 in Tucson (Arizona)) ist ein US-amerikanischer Politiker der Republikanischen Partei aus Florida. Er war Abgeordneter im Repräsentantenhaus von Florida und wurde 2024 in den Senat von Florida gewählt, bevor er am 1. April 2025 in einer Nachwahl im 6. Kongresswahlbezirk Floridas in das Repräsentantenhaus der Vereinigten Staaten gewählt wurde.

## Leben
Nachdem der in Tucson geborene Randy Fine 1992 in Lexington in Kentucky die High School abgeschlossen hatte, studierte er von 1992 bis 1996 an der Harvard University Governance und schloss dieses Studium mit einem Bachelor ab. Er besuchte anschließend bis 1998 die Harvard Business School und erwarb den Master of Business Administration.
2003 arbeitete er für das Glücksspielunternehmen Harrah’s Entertainment und dann im Spielkasinomanagment für Carl Icahn. Er gründete dann in Las Vegas die Fine Point Group, die sich mit Kasinobetrieb und Beratung von Spielkasinos befasst.
Fine ist verheiratet mit zwei Kindern. und war der einzige Abgeordnete jüdischen Glaubens in den Parlamentskammern Floridas.

## Politik

### Politik in Florida
Randy Fine stellte sich 2016 im 53. Wahlkreis erfolgreich zur Wahl zu Floridas Repräsentantenhaus. Zwei Jahre später wurde er dort mit 55,1 % wiedergewählt. Fine wurde in der Wahl 2020 mit 55,1 % erneut gewählt. In der folgenden Wahl 2022 trat er im 33. Wahlkreis an und erhielt 55,7 % der Stimmen.
In den vier Amtszeiten im Repräsentantenhaus Floridas brachte er unter anderem ein Gesetz ein, dass Auftritte von Dragqueens in Gegenwart von Minderjährigen untersagte, stimmte für den Parental Rights in Education Act, der bestimmte LGBT-Themen im Unterricht untersagte („Don’t Say Gay Act“), und ist der Verfasser eines Gesetzes, dass Walt Disney World Selbstverwaltungsrechte nahm, nachdem der CEO Disneys Bob Chapek den Parental Rights in Education Act kritisiert hatte.
Nachdem der Präsident der Florida Atlantic University 2022 ankündigte in den Ruhestand zu treten, war Fine der Favorit des Gouverneurs von Florida Ron DeSantis für die Nachfolge. Das zuständige Gremium der Universität zog andere Kandidaten vor. Florida ordnete darauf 2023 an, die Ausschreibung neu durchzuführen. Dieses Verfahren zog sich bis 2025, ohne Berücksichtigung von Randy Fine.
Fine war der erste Abgeordnete in Florida, der in der Präsidentenwahl 2024 Donald Trump statt Ron DeSantis als republikanischen Kandidaten unterstützte. Er konnte sich dann schon im November 2024, kurz nach der Präsidentschaftswahl, die Unterstützung von Donald Trump sichern.
Bei der Wahl 2024 kandidierte er im 13. Senats Wahlkreis für das Amt eines Senators in Florida und gewann mit 73,6 % der Stimmen. Obwohl er 2025 für das
Repräsentantenhaus in Washington, D.C. kandidierte brachte er Gesetze ein. So beantragte er das Mindestalter für Waffenkäufe in Florida auf 18 zu senken, die Studiengebühren für Einwandererkinderer zu erhöhen, und das Zeigen von Fahnen wie der Regenbogenfahne, Black-Lives-Matter-Flaggen oder der Flagge Palästinas an und in öffentlichen Gebäuden zu untersagen.

### U.S. Repräsentantenhaus
Nachdem Mike Waltz von Donald Trump zum Nationalen Sicherheitsberater benannt wurde, bewarb sich Randy Fine um dessen Nachfolge in dem Kongresswahlbezirk um Daytona Beach, nachdem Donald ihn öffentlich dazu aufgefordert hatte. In der Vorwahl am 28. Januar 2025 musste er sich zwei republikanischen Rivalen stellen und setzte sich mit deutlichem Vorsprung durch. Der Wahlkreis gilt als sehr republikanisch, der letzte Demokrat, der dort gewann, war Bill Nelson 1989. Es waren etwa doppelt soviele Wähler als Republikaner registriert wie Demokraten, und in der Präsidentschaftswahl im November hatte Trump in dem Wahlbezirk Kamala Harris etwa zwei zu eins geschlagen. Gleichwohl gab es Hinweise, dass das Wahlergebnis knapper sein würde. So konnte Fines demokratischer Widersacher Josh Weil deutlich mehr Wahlspenden anwerben. Gouverneur Ron DeSantis erklärte, dass ein geringerer Erfolg keinesfalls eine Unzufriedenheit mit Trumps Regierung widerspiegeln würde, sondern allein auf Fine zurückzuführen sein würde. Fine gewann die Nachwahl am 1. April 2024 noch mit einem Vorsprung von etwa 14 %.

### Positionen

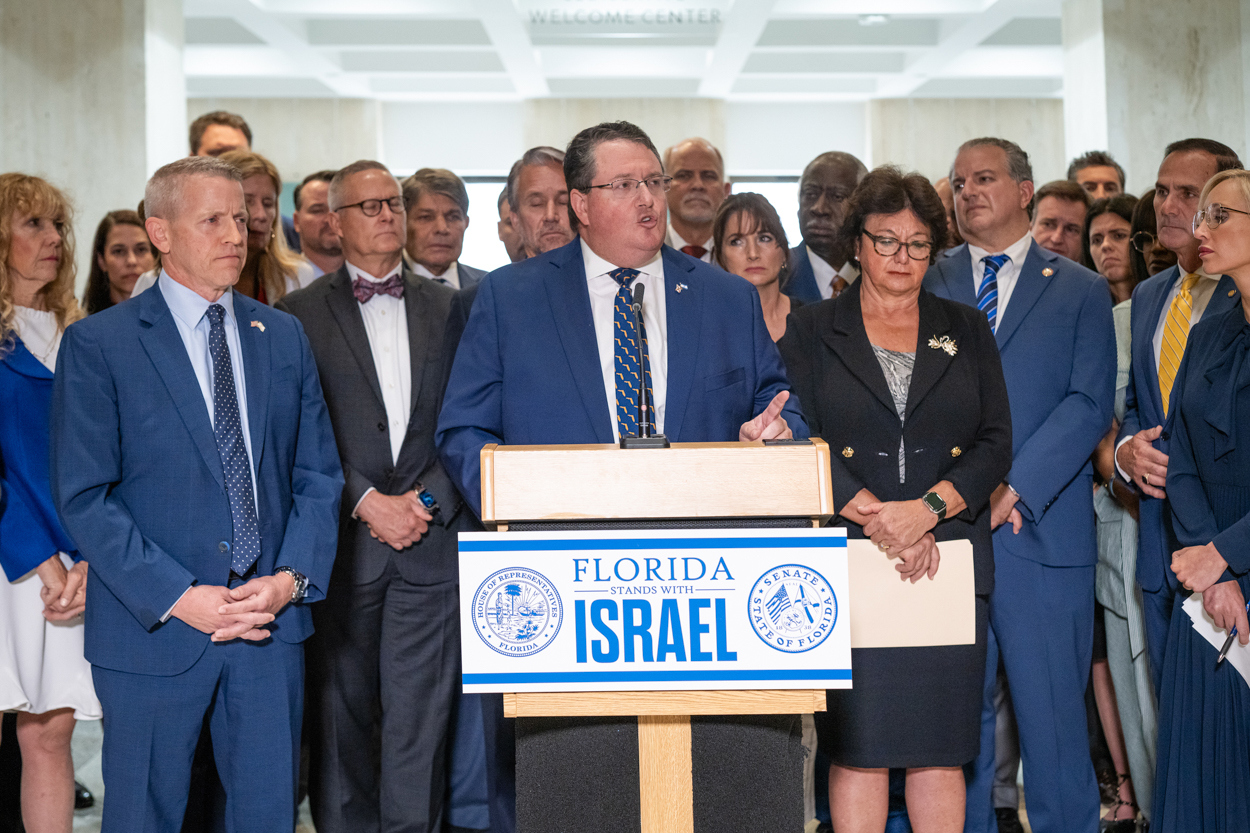
Randy Fine 2023 bei der Florida Stands With Israel Conference

Randy Fine ist ein entschiedener Unterstützer Israels. Als Begründung für seine Unterstützung für Trump sagte er:

„Donald Trump didn’t just talk about moving the embassy. He did it. Donald Trump didn’t just talk about Israeli security. He green-lit them annexing the Golan. Donald Trump didn’t just talk about peace. He signed the Abraham Accords. He deserved a Nobel Peace Prize for it.“

(Donald Trump sprach nicht nur über die Verlegung der Botschaft. Er machte es. Donald Trump sprach nicht nur über Israels Sicherheit. Er gab grünes Licht für die Anektierung des Golan. Donald Trump sprach nicht nur über Frieden. Er unterzeichnete die Abraham Accords. Er verdiente  den Friedensnobelpreis dafür.)

Er nannte einen Juden, der das Forum Palestine/Israel, Opening the Dialogue 2019 verteidigte einen „Judenrat“. Zum Tod der türkisch-amerikanischen Aktivistin Ayşenur Eygi in Gaza bemerkte Fine: „Throw rocks, get shot. One less Muslim terrorist. Fire Away“. Er erklärte in sozialen Medien nach der Verkündung seiner Kandidatur für das US-Repräsentantenhaus, dass der hebräische Hammer kommen würde und die muslimischen Abgeordneten Rashida Tlaib und Ilhan Omar sich überlegen sollten das Repräsentantenhaus zu verlassen. Er ergänzte das mit dem Hashtag BombsAway. Als Kongressabgeordneter gab er nach dem Attentat auf Mitarbeiter der israelischen Botschaft in Washington, D.C. auf Fox News ein Interview. Er bezeichnete die palästinensische Sache als böse, die einzige Lösung sei bedingungslose Kapitulation im Gazakonflikt. Im Zweiten Weltkrieg hätten die Vereinigten Staaten nicht mit Nazi-Deutschland oder Japan verhandelt. Man habe Japan zweimal nuklear bombardiert, um es zur bedingungslosen Kapitulation zu zwingen. Dasselbe gelte in Gaza. Bezüglich der Hungerkrise im Gazastreifen schrieb Fine im Juli 2025: 

„Release the hostages. Until then, starve away.“

(Lasst die Geiseln frei. Bis dahin, verhungert.)
Am 22. Juli ergänzte er den Post dahin, dass es sich beim Hungern um reine Propaganda von Muslim-Terroristen handle.
Er tritt für eine harte Linie gegen Critical Race Theory in Schulen ein. Er behauptet, dass linker Linkismus seit Jahren in Schulen sei. Die Linke vermische laut Fine Ideologie mit Geschichte, im Klassenzimmer solle kein Platz für Ideologie, aber Geschichte sein. Er unterstützt freie Schulwahl, da es einfacher sein müsse von der Regierung betriebenen Schulen zu entkommen.